# Marcel Aymonin
Marcel Aymonin ([emonén], 1911–1984) byl francouzský diplomat, redaktor, francouzský kulturní diplomat.
Působil v Československu od roku 1933, v roce 1951 zde požádal o politický azyl. V té době už překládal i díla českých exulantů a disidentů.
V roce 1936 složil doktorát historie na FF UK na téma husitství. Pracoval na Francouzském institutu v Praze. Odcestoval do Francie přes Polsko a angažoval se v odboji. Ve francouzské armádě byl tlumočníkem a také tajemníkem pro věci československých občanů ve Francii. Po válce se vrátil do Prahy a využíval svých diplomatických kontaktů. Stal se ředitelem Francouzského ústavu. Koncem roku 1948 se stal objektem zájmu Státní bezpečnosti spolu s celým Francouzským institutem. V říjnu 1949 byl odvolán z funkce ředitele francouzskými diplomatickými nadřízenými. Z obou stran byl v podezření: v Československu z poslání agenta, z francouzské strany pro své komunistické přesvědčení. Nebyl však členem Komunistické strany Francie. Koncem roku 1949 byl přeložen na francouzskou ambasádu v Sofii. Opět se však objevil v Praze a měl zde ambice ve školství u francouzského lycea. V roce 1951 byl uzavřen Francouzský institut, 1. května definitivně. Předtím 27. dubna Aymonin vystoupil na tiskové konferenci a oznámil, že Francouzský institut je centrem špionáže a on že je členem pokrokových sil a požádal o politický azyl. Stal se redaktorem francouzského vysílání Československého rozhlasu. Roku 1968 se objevil (cestou přes Alžír) ve Francii, když předtím byl tamtéž odsouzen, ale také amnestován. Ve Francii na základě svých znalostí češtiny překládal literaturu, například Milana Kunderu a Václava Havla.

## Osobní život
Byl ženatý, ale udržoval i milenecký poměr, a to v Praze.